# Valens Thessalonicus
Valens Thessalonicus († wohl 261) war ein römischer Gegenkaiser.
Valens Thessalonicus war Statthalter der Provinz Achaea im heutigen Griechenland. Möglicherweise war er auch für die Provinz Macedonia zuständig. Während der Usurpation der Macriani blieb er dem rechtmäßigen Kaiser Gallienus gegenüber loyal. Macrianus Maior beauftragte deshalb Piso, der sich wenig später selbst zum Kaiser ausrief, Valens zu bekämpfen. Die Soldaten des Valens begegneten dieser Bedrohung, indem sie diesen ebenfalls zum Kaiser erhoben. Piso wurde bald darauf von den Truppen des Valens getötet, die sich allerdings schließlich gegen ihren Befehlshaber wandten. So fand auch dieser wohl noch 261 den Tod.
Die Ereignisse um Valens Thessalonicus und Piso bleiben unklar und die einzige ausführliche Quelle, die Historia Augusta, ist widersprüchlich und gilt allgemein als wenig zuverlässig. Verweise auf die Res Gestae des Ammianus Marcellinus in Werken anderer Autoren lassen vermuten, dass dieser Valens Thessalonicus ebenfalls behandelte, die dafür in Frage kommenden Bücher sind jedoch verloren gegangen.